# Puig Gros (Forallac)
El Puig Gros és una muntanya de 296 metres que es troba al municipi de Forallac, a la comarca catalana del Baix Empordà.
Al cim podem trobar-hi un vèrtex geodèsic (referència 312101001).